# Eduardo (1943–1969)
Eduardo, właśc. Eduardo Neves de Castro (ur. 29 sierpnia 1943 w São Paulo, zm. 28 kwietnia 1969 tamże) – brazylijski piłkarz grający na pozycji ofensywnego pomocnika.

## Kariera klubowa
Karierę piłkarską rozpoczął w Americe FC w 1961. Od 1968 występował w Corinthians Paulista. W barwach Corinthians wystąpił 71 meczach i strzelił 14 bramek. Karierę piłkarską przerwała przedwczesna śmierć w wypadku samochodowym w 1969.

## Kariera reprezentacyjna
W reprezentacji Brazylii zadebiutował 25 czerwca 1968 w wygranym 2-0 towarzyskim meczu z reprezentacją Jugosławii. Ostatni raz w reprezentacji wystąpił 28 lipca 1968 w przegranym 0-1 meczu z reprezentacją Paragwaju w Copa Oswaldo Cruz 1968. Ogółem w reprezentacji Eduardo wystąpił w 5 meczach i strzelił 1 bramkę.